# إتش. إل. جنسن
إتش. إل. جنسن هو سياسي أمريكي، ولد في 6 يوليو 1928 في مدينة سولت ليك في الولايات المتحدة. نشط حزبياً في الحزب الديمقراطي. وقد انتخب عضو مجلس نواب وايومنغ ‏.